# Nicolás Ludovisi
Nicolás Ludovisi (Bolonia, 1610 – Cagliari, 25 de diciembre de 1664)  fue un noble italiano con el título de Príncipe de Piombino. Al servicio de la monarquía católica, fue virrey de Aragón y Cerdeña.

## Biografía

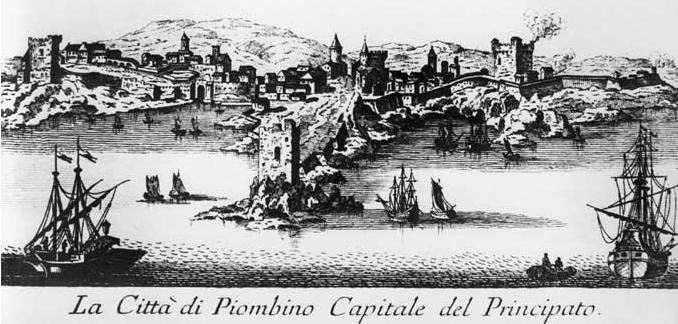
La ciudadela de Piombino

Era hijo de Orazio Ludovisi, patricio de Bolonia, duque de Fiano y Zagarolo y comandante en jefe del ejército pontificio bajo el papa Gregorio XV. Su madre fue Lavinia Albergati.
En 1622, se casó con Isabella Gesualdo, sobrina y única heredera de Carlo Gesualdo, Príncipe de Venosa, por lo que obtuvo como dote el feudo familiar de Gesualdo, del que fue el decimosexto señor. Tras la prematura muerte de su mujer, se casó con Polissena de Mendoza, heredera de Isabella I Appiano, princesa de Piombino. A la muerte de esta, el pequeño estado pasó al rey de España, que le reconoció como nuevo príncipe en 1634 a cambio de un millón de francos. Junto a dicho título, se convirtió en Marqués de Populonia.
Al servicio de España se desempeñó como virrey de Aragón (1660-1662) y de Cerdeña (1662-1664).
Murió en Cagliari en 1664. Fue enterrado en la iglesia romana de San Ignacio de Loyola. Le sucedió su hijo Giovanni Battista.